# ツインアーチ138

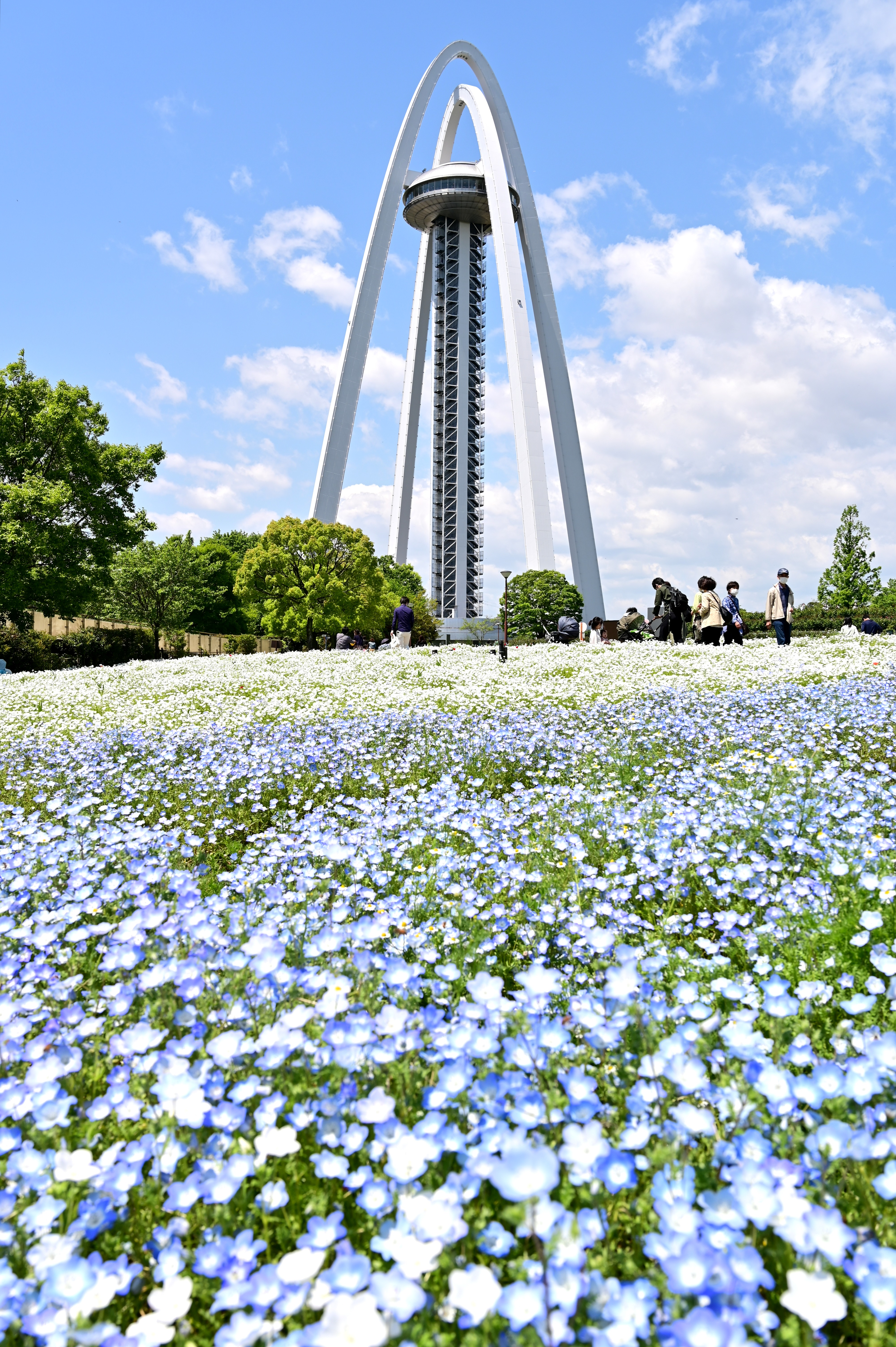
138タワーパークからツインアーチ138を望む

ツインアーチ138（ツインアーチいちさんはち）とは、愛知県一宮市にある高さ138メートルの展望タワーである。展望タワーの名前と高さは、「一宮の三八市」にちなみ138メートルとしたものである。一宮（いちのみや、いち→1、み→3、や→8）の語呂合わせは二次的なものである。

## 概要
国営木曽三川公園三派川地区の一角、愛知県一宮市の木曽川沿いにある138タワーパーク（正式名称は、「国営木曽三川公園三派川地区センター」）内にある。
アーチ式タワーとしてはアメリカのゲートウェイ・アーチ（高さ189メートル、ミズーリ州セントルイス）に次ぐ高さであり、姉妹タワーとなっている。なお建設の際には、頭部を地上で作った後にジャッキアップして下部を順次継ぎ足していくリフトアップ工法（別名：タケノコ工法）が使用された。

## 138タワーパーク内の主な施設
- ツインアーチ138：138タワーパークのメイン施設。
  - 地上100メートルの展望台からは、昼は木曽川の流れや鈴鹿山脈から伊吹山、御嶽山、中央アルプス等の山並み、夜は名古屋市内や岐阜市内の夜景が一望できる。
- 管理事務所：国営木曽三川公園三派川地区センターの管理センター。
- もくもくパラダイス：2006年4月にオープンした自然体験施設。
- ふわふわドーム：138タワーパークで人気No.1の遊具。トランポリンのようになっており跳ねて遊ぶ遊具。雨天の場合は中止となる。
- 風紋の広場：木曽川河川敷にある広場。木曽川が増水すると使用できなくなる時もある。
- レストハウス：管理事務所横にある無料休憩所。レストハウス内にはファーストフード店がある。

## その他
過去には138タワーパーク敷地内に水族館を建設する計画もあったが、近くに小規模ながら野鳥園があり、さらには河川環境楽園に世界淡水魚園アクア・トトぎふが開業することとなり、計画は中断となった。
毎年、夏休みの時期になると、「風紋の広場」に巨大なグラフが設置され、タワーで観測された前日の最高気温と天気（1時間ごとに観測し、1日の中でもっとも長かった気候）を表す。天気は赤・青・黄の3色の布を使い、赤が晴れ、青が雨、黄色が曇りを表している。過去に、日本テレビ系列で放送されていた謎を解け!まさかのミステリーでミステリーとして取り上げられたことがある。
公園西側を通る愛知県道150号・岐阜県道115号一宮川島線は国道22号（名岐バイパス）交点から138タワーパーク付近までは「タワー通り」との愛称が付けられている。

## ライトアップの様子

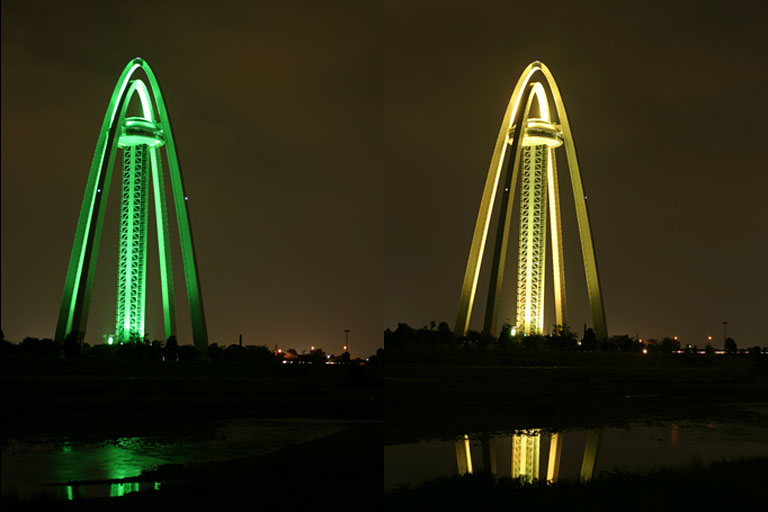
ライトアップの様子

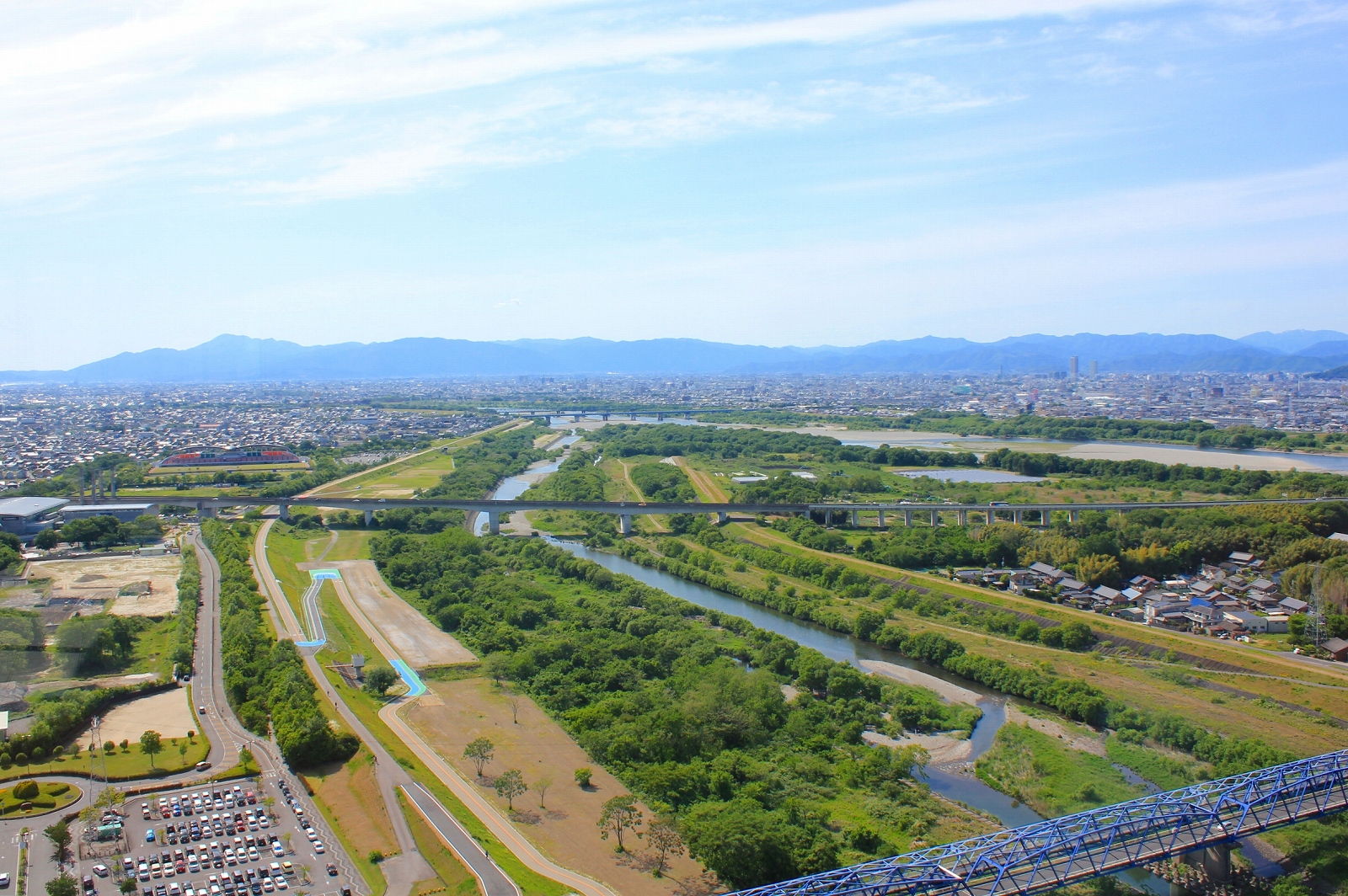
ツインアーチ138から木曽川を眺める

夜間（日没 - 21時頃）、タワーはライトアップされる。ライトアップは明日の天気予報によって変化する。なお2006年まではクリスマスイベント期間中は天気予報のライトアップは行われていなかったが、2007年は行われた。
- 快晴 = しろ（とうめい）
- 晴 = オレンジ・ピンク
- 曇 = グリーン・レモンイエロー
- 雨 = パープル・ブルー
- 雪 = デーモンコアブラック

## イベント
138タワーパークでは、毎年、以下のイベントが行われている。
- さくらまつり（3月下旬 - 4月上旬）
- スプリングフェスタ（4月中旬 - 5月中旬）
- いちのみやリバーサイドフェスティバル（5月3日 - 5月5日）
- ローズフェスタ（5月中旬 - 6月中旬）
- サマーフェスタ（夏休み期間、7月下旬 - 8月末）
- オータムフェスタ（10月上旬 - 11月上旬）
- ツインアーチのメリークリスマス（11月下旬 - 12月25日）
- 新春フェスタ（1月1日 - 1月中旬）
- 138タワーパーク凧あげまつり（2月中旬）
- 138タワーパークのスウィートバレンタイン&ホワイトデー（2月上旬 - 3月中旬）

## 開園時間・休園日
ツインアーチ138
「ツインアーチ138」公式サイトにて確認のこと。
138タワーパーク
「138タワーパーク」公式サイトにて確認のこと。

## 所在地
- 愛知県一宮市光明寺字浦崎21番地3

## 交通アクセス

### 自動車
- 駐車場：900台（無料）バス19台
  - ゴールデンウィーク期間中は木曽川南派川河川敷や隣接する大野極楽寺公園に約2000台の駐車場が開設される。
- 名神高速道路一宮ICから国道22号（名岐バイパス）経由で約20分。
- 東海北陸自動車道一宮木曽川ICから約10分。

### 公共交通機関
- 名鉄名古屋本線名鉄一宮駅下車、一宮駅バスターミナルより名鉄バス光明寺線「一宮市総合体育館」行きで「138タワーパーク」バス停下車すぐ。
- 名鉄一宮駅バスターミナルより名鉄バス「川島」行きで「笹野」バス停下車、徒歩で約20分。
  - 名鉄犬山線沿線（江南駅・岩倉駅）からも、一旦一宮駅に向かう便に乗車し、上記何れかの路線に乗り継ぐことでアクセス可能。
- i-バス木曽川・北方コース「山郷西」バス停下車、徒歩で約20分。
- 各務原市ふれあいバス「渡西口」バス停下車 徒歩で約10分。

※ かつて138タワーパークから河川環境楽園の間には、毎年夏休みの土日のみ無料シャトルバスが運行されていた。2004年は「大野極楽寺公園 - 138タワーパーク - 河川環境楽園」として運行。2005年は「138タワーパーク - 河川環境楽園」として運行された。2006年は運行されていない。この原因として、無料シャトルバス自体があまり知られていなかったこと（PR不足）、2006年に木曽川（南派川）にかかる渡橋に歩行者用の橋が完成し、歩行者が安全に渡れるようになり、「138タワーパーク - 河川環境楽園」間を歩いて移動が可能となったことがある。「138タワーパーク - 河川環境楽園」間は約1キロメートルで、徒歩で約15分ほどである。

## 周辺
- 御囲堤（公園南側）
- 大野極楽寺公園
- 光明寺公園（光明寺公園球技場）
- 河川環境楽園